# Canton de Douai-Nord-Est
Le canton de Douai-Nord-Est est une ancienne division administrative française, située dans le département du Nord et la région Nord-Pas-de-Calais.
À la suite du redécoupage cantonal de 2014, le canton est supprimé.

## Composition

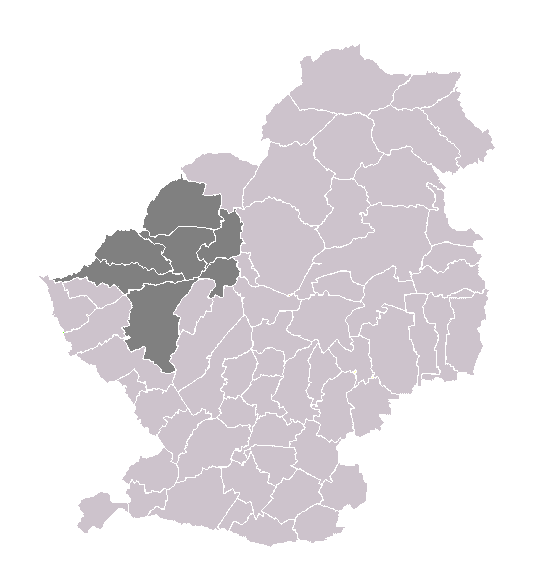
Canton de Douai-nord-Est dans son arrondissement

Le canton de Douai-Nord-Est se composait d’une fraction de la commune de Douai et de cinq autres communes. Il compte 32 925 habitants (population municipale) au 1er janvier 2012.
| Nom                 | Code Insee | Intercommunalité  | Population (dernière pop. légale)              |
| ------------------- | ---------- | ----------------- | ---------------------------------------------- |
| Douai (chef-lieu)   | 59178      | CA Douaisis Agglo | Fraction : 6 755(2012) Commune : 40 736 (2014) |
| Auby                | 59028      | CA Douaisis Agglo | 7 320 (2014)                                   |
| Flers-en-Escrebieux | 59234      | CA Douaisis Agglo | 5 923 (2014)                                   |
| Râches              | 59486      | CA Douaisis Agglo | 2 722 (2014)                                   |
| Raimbeaucourt       | 59489      | CA Douaisis Agglo | 4 068 (2014)                                   |
| Roost-Warendin      | 59509      | CA Douaisis Agglo | 6 125 (2014)                                   |

## Administration
| Période   | Identité         | Parti | Qualité |
| --------- | ---------------- | ----- | --- |
| 1992-2004 | Aldebert Valette | PCF   | Professeur d'Anglais Maire d'Auby (1971-2001) Ancien conseiller général du Canton de Douai-Ouest (1985-1992) |
| 2004-2015 | Erick Charton    | PS    | Maire de Raimbeaucourt (2001-2008)                                                                           |

## Démographie
| 1999   | 2006   | 2011   | 2012   |
| ------ | ------ | ------ | ------ |
| 32 521 | 32 476 | 32 981 | 32 925 |

### Pyramide des âges
Comparaison des pyramides des âges du Canton de Douai-Nord-Est et du département du Nord en 2006
| Hommes | Classe d’âge   | Femmes |
| ------ | -------------- | ------ |
| 0,2    | 90 ans et plus | 1      |
| 4,9    | 75 à 89 ans    | 8,1    |
| 10,9   | 60 à 74 ans    | 13,4   |
| 21,1   | 45 à 59 ans    | 20,2   |
| 21,2   | 30 à 44 ans    | 19,7   |
| 19,5   | 15 à 29 ans    | 18,5   |
| 22,2   | 0 à 14 ans     | 19,2   |

| Hommes | Classe d’âge   | Femmes |
| ------ | -------------- | ------ |
| 0,2    | 90 ans et plus | 0,8    |
| 4,3    | 75 à 89 ans    | 7,9    |
| 10,3   | 60 à 74 ans    | 11,9   |
| 19,7   | 45 à 59 ans    | 19,4   |
| 21,1   | 30 à 44 ans    | 20,1   |
| 22,6   | 15 à 29 ans    | 21     |
| 21,6   | 0 à 14 ans     | 19     |